# Allochernes
Allochernes es un género de pseudoescorpiones de la familia Chernetidae.  El género fue descrito científicamente primero por Beier, en 1932

## Especies
Esta es una lista de especies que corresponden a este género:
- Allochernes aetnaeus
- Allochernes bactrinus
- Allochernes balcanicus
- Allochernes brevipilosus
- Allochernes bulgaricus
- Allochernes contarinii
- Allochernes deceuninckorum
- Allochernes elbursensis
- Allochernes ginkgoanus
- Allochernes himalayensis
- Allochernes japonicus
- Allochernes liwa
- Allochernes loebli
- Allochernes longepilosus
- Allochernes mahnerti
- Allochernes maroccanus
- Allochernes masi
- Allochernes microti
- Allochernes minor
- Allochernes mongolicus
- Allochernes peregrinus
- Allochernes pityusensis
- Allochernes powelli
- Allochernes rhodius
- Allochernes siciliensis
- Allochernes solarii
- Allochernes tripolitanus
- Allochernes tropicus
- Allochernes tucanus
- Allochernes turanicus
- Allochernes wideri
  - Allochernes wideri wideri